# Атанасіо Хірардот (стадіон)
Стадіон «Атанасіо Хірардот» (ісп. Estadio Atanasio Girardot) — футбольний стадіон, розташований у місті Медельїн. На стадіоні проходять домашні матчі клубів «Атлетіко Насьйональ» і «Індепендьєнте Медельїн». До відкриття в 2008 році арени «Депортіво Калі» був третім по місткості стадіоном Колумбії. На «Атанасіо Хірардоті» також іноді проводить домашні матчі збірна Колумбії, а також проходять музичні концерти та інші культурні заходи.

## Історія

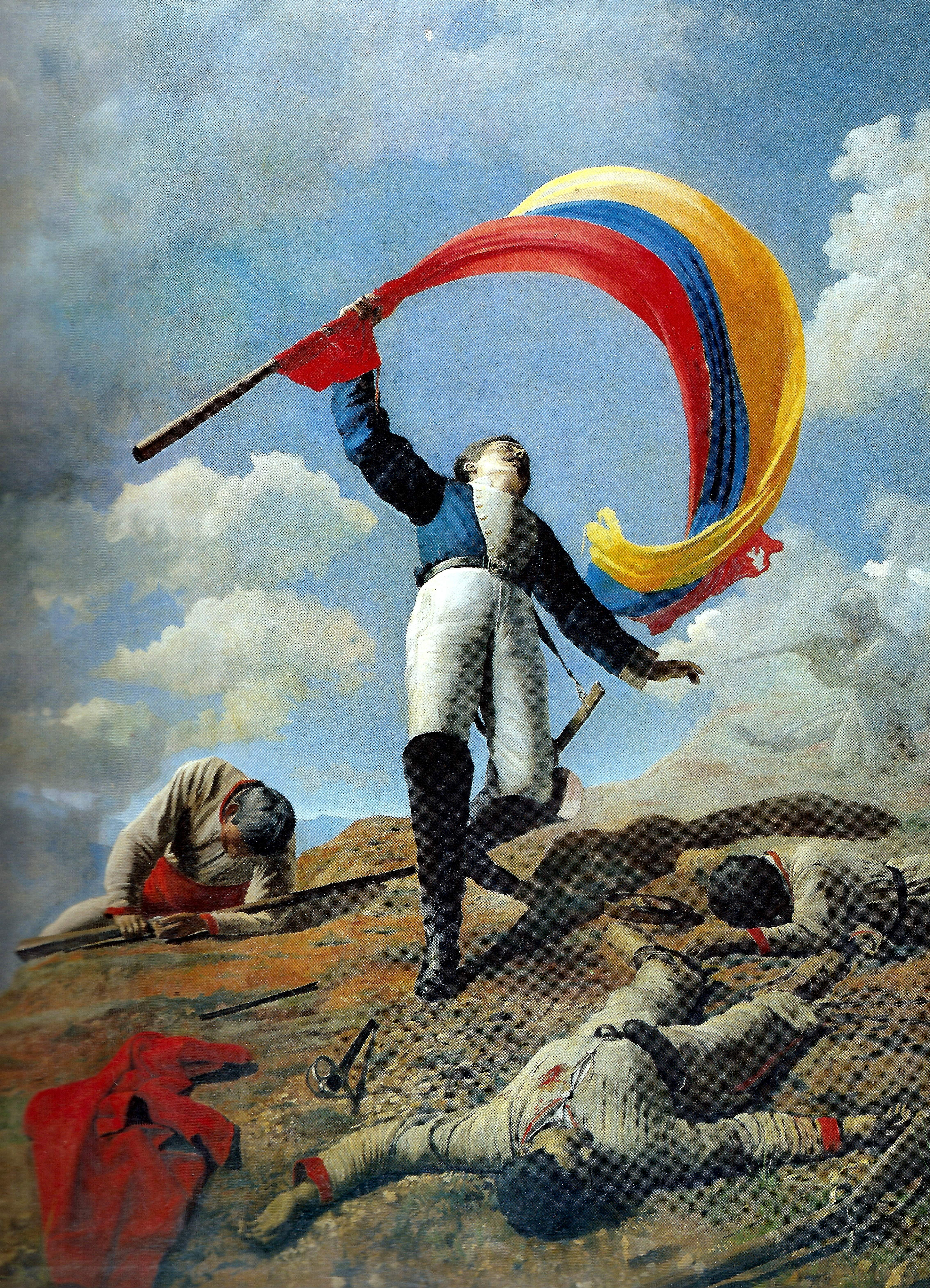
Крістобаль Рохас — картина «La Muerte de Giradot en Bárbula (1883)» («Смерть Хірардота під Барбулою»).

З 1930-х років медельїнська агломерація почала бурхливо зростати. У місті з 1942 року стали виступати відразу дві команди, які приєдналися в кінці 1940-х років до найсильнішої професіональної футбольної ліги світу. Однак спортивна інфраструктура не відповідала високим вимогам Ліги і в 1946 році почалося будівництво великого стадіону, на якому могли б виступати як «Індепендьєнте», так і «Атлетіко Насьйональ». Інженер Гільєрмо Гонсалес Сулета, який доклав руку до переважної більшості найважливіших стадіонів Колумбії, які функціонують і донині, очолив будівництво і 19 березня 1953 року відбулося урочисте відкриття нової арени. Їй було дано ім'я Атанасіо Хірардота (1791—1813), уродженця Медельїна, національного героя Колумбії і Венесуели.
5 липня 1986 року на «Атанасіо Хірардоті» провів службу папа римський Іван Павло II. Свій домашній фінальний матч Кубка Лібертадорес 1989 року «Атлетіко Насьйональ» був змушений проводити на стадіоні «Ель Кампін», оскільки «Атанасіо Хірардот» не відповідав регламенту КОНМЕБОЛ за місткістю футбольних стадіонів для фіналів найбільших змагань.
У 1995 році, коли «атлети» знову дійшли до фіналу, свою домашню гру вони проводили вже на рідному стадіоні. Також «Атлетіко Насьйональ» був переможцем Кубка Мерконорте двічі, в 1998 і 2000 роках, і обидва рази одну з фінальних ігор (фінал проводився у двоматчевому протистоянні) проводив на цій арені. Нарешті, в 2002 році «Атлетіко Насьйональ» став фіналістом Південноамериканського кубка, де поступився аргентинському «Сан-Лоренсо де Альмагро».
Серед інших великих спортивних подій, які пройшли на «Атанасіо Хірардоті», виділяються Кубок Америки 2001 року (на арені пройшли всі матчі групи C), Південноамериканські ігри 2010 року, а також молодіжний чемпіонат світу 2011 року. До останньої події була проведена наймасштабніша реконструкція в історії стадіону.
Крім «Атлетіко Насьйоналя» і «Індепендьєнте», іноді «Атанасі Хірардот» використовує в якості домашньої арени клуб «Енвігадо».
У відбірковому турнірі до чемпіонату світу 2010 року збірна Колумбії тричі грала на «Атанасі»: проти збірних Перу (1:0), Еквадору (2:0) і Чилі (2:4).
На стадіоні відбулося безліч концертів за участю зірок світової естради. Серед тих, хто давав концерти на стадіоні виділяються Мадонна (2012), Maná (1998, 2003, 2012), RBD (2005), Марк Ентоні (2010).

## Інфраструктура
Стадіон розташований в житлових кварталах Медельїна на висоті 1490 метрів над рівнем моря. На північ від «Атанасіо Хірардота» розташована станція метро «Стадіон» (Estadio).
Футбольний стадіон є головною частиною величезного спортивного комплексу Unidad Deportiva Atanasio Girardot. До нього відносяться бейсбольне полі імені Луїса Альберто Вільєгаса, велодром імені Мартіна Еміліо Кочісе Родрігеса, легкоатлетичний стадіон імені Альфонсо Гальвіса Дуке, «Шаховий парк», об'єкти для заняття дайвінгом і інші спортивні об'єкти.
Оскільки перед молодіжним чемпіонатом світу 2011 року стадіон пройшов ліцензування ФІФА, «Атанасіо» відповідає всім нормам якості та безпеки, що пред'являються головною футбольною організацією.

## Турніри
Фінальні матчі міжнародних клубних турнірів:
- Міжамериканський кубок 1990
- Кубок Лібертадорес 1995
- Кубок Мерконорте 1998
- Кубок Мерконорте 2000
- Південноамериканський кубок 2002

Інші турніри:
- Кубок Америки 2001 — всі 6 матчів групи C
- IX Південноамериканські ігри 2010
- Чемпіонат світу серед молодіжних команд 2011 — 5 матчів групи F, 1 гра 1/8 фіналу, півфінал